# Mycerinopsis spinipennis
Mycerinopsis spinipennis är en skalbaggsart som beskrevs av Stefan von Breuning 1939. Mycerinopsis spinipennis ingår i släktet Mycerinopsis och familjen långhorningar. Inga underarter finns listade i Catalogue of Life.